# Divize A 2016/2017
V soubojích 52. ročníku České divize A 2016/17 se utká 16 týmů dvoukolovým systémem podzim - jaro. Tento ročník odstartoval v sobotu 13. srpna 2016 úvodními pěti zápasy 1. kola. A skončil v neděli 18. června 2017.

## Nové týmy v sezoně 2016/17
- Z ČFL 2015/16 nesestoupil nikdo.
- Z krajských přeborů postoupila tato mužstva: SK Jankov z Jihočeského přeboru, TJ Sušice z Plzeňského přeboru, FK Ostrov a FK Viktoria Mariánské Lázně z Karlovarského přeboru a dále MFK Dobříš ze Středočeského přeboru.

## Kluby podle přeborů
- Jihočeský (4): SK Jankov, TJ Malše Roudné, FK Slavoj Český Krumlov, TJ Sokol Čížová.
- Karlovarský (3): 1. FC Karlovy Vary, FK Ostrov, FC Viktoria Mariánské Lázně.
- Plzeňský (4): TJ Sušice, SK Klatovy 1898, FC Rokycany, SK Senco Doubravka.
- Středočeský (2): MFK Dobříš, TJ Tatran Sedlčany.
- Praha (3): FK Motorlet Praha, SK Aritma Praha, FK Admira Praha.

## Konečná tabulka soutěže
| Poř. | Tým                             | Z  | V  | VP | PP | P  | VG | OG  | B  |
| ---- | ------------------------------- | -- | -- | -- | -- | -- | -- | --- | -- |
| 1.   | TJ Sokol Čížová                 | 30 | 23 | 2  | 0  | 5  | 83 | 30  | 73 |
| 2.   | FK Motorlet Praha               | 30 | 18 | 3  | 6  | 3  | 72 | 23  | 66 |
| 3.   | FK Admira Praha                 | 30 | 18 | 4  | 3  | 5  | 64 | 26  | 65 |
| 4.   | 1. FC Karlovy Vary              | 30 | 19 | 2  | 3  | 6  | 91 | 38  | 64 |
| 5.   | TJ Tatran Sedlčany              | 30 | 14 | 3  | 1  | 12 | 42 | 40  | 49 |
| 6.   | SK Klatovy 1898                 | 30 | 13 | 3  | 1  | 13 | 44 | 47  | 46 |
| 7.   | MFK Dobříš (N)                  | 30 | 13 | 1  | 3  | 13 | 54 | 56  | 44 |
| 8.   | SK Aritma Praha                 | 30 | 11 | 4  | 3  | 12 | 34 | 45  | 44 |
| 9.   | SK Senco Doubravka              | 30 | 12 | 2  | 2  | 14 | 48 | 41  | 42 |
| 10.  | FK Viktoria Mariánské Lázně (N) | 30 | 11 | 3  | 3  | 13 | 45 | 42  | 42 |
| 11.  | TJ Malše Roudné                 | 30 | 11 | 2  | 2  | 15 | 45 | 56  | 39 |
| 12.  | SK Jankov (N)                   | 30 | 10 | 2  | 3  | 15 | 33 | 44  | 37 |
| 13.  | FK Slavoj Český Krumlov         | 30 | 9  | 3  | 4  | 14 | 27 | 55  | 37 |
| 14.  | FC Rokycany                     | 30 | 10 | 2  | 2  | 16 | 46 | 56  | 36 |
| 15.  | FK Ostrov (N)                   | 30 | 10 | 1  | 2  | 17 | 45 | 74  | 34 |
| 16.  | TJ Sušice (N)                   | 30 | 0  | 1  | 0  | 29 | 16 | 116 | 2  |

Poznámky:
- Z = Odehrané zápasy; V = Vítězství; R = Remízy; P = Prohry; VG = Vstřelené góly; OG = Obdržené góly; B = Body

|  | Postup do ČFL                           |
|  | Sestup do příslušného krajského přeboru |